# 杯叶西番莲
杯叶西番莲（学名：Passiflora cupiformis）为西番莲科西番莲属下的一个种。

## 扩展阅读
- 維基物種上的相關：杯叶西番莲